# Morchella snyderi
A Morchella snyderi é uma espécie de fungo da família Morchellaceae. Descrita como nova para a ciência em 2012, ela ocorre nas florestas montanhosas do oeste da América do Norte, incluindo Califórnia, Idaho, Montana, Oregon e Washington. Produz ascomas de até 14 cm de altura, com píleos cônicos estriados, e estipes que se tornam sem sulcos na maturidade. A cor é amarela a bronzeada quando jovem, mas as cristas do píleo tornam-se marrons a pretas na maturidade ou quando secas.

## Taxonomia
A Morchella snyderi foi descrita como nova para a ciência em 2012, juntamente com 13 outras morels dos Estados Unidos e do Canadá. O estudo, publicado na revista Mycologia, foi resultado do Morel Data Collection Project, que tinha como objetivo ajudar a esclarecer a taxonomia, a biologia e a distribuição das espécies de morel na América do Norte. O epíteto específico homenageia Leon C. Snyder, que descreveu morels semelhantes no estado de Washington na década de 1930. De acordo com Michael Kuo, coautor da descrição da espécie, o morel deveria ter sido denominado Morchella crassistipa, pois foi descrito anteriormente por Snyder em 1938, a partir de coletas feitas em Washington. No entanto, a análise molecular determinou que a coleção tipo de Snyder continha duas espécies distintas, tornando a validade do táxon duvidosa. A M. snyderi também foi identificada anteriormente como espécie filogenética "Mel-12" (definida pela sequência de DNA) em um estudo de 2011.
Apesar da coloração clara dos ascomas jovens, a Morchella snyderi se agrupa no clado Elata (nomeado em homenagem ao morel preto europeu M. elata) junto com outros morels "pretos", como M. angusticeps e M. tomentosa. As características morfológicas dos cogumelos desse clado incluem buracos no píleo que geralmente são alongados verticalmente em ascomas maduros e, com frequência, a presença de um seio (um espaço ou reentrância) onde o píleo se liga ao estipe.

## Descrição

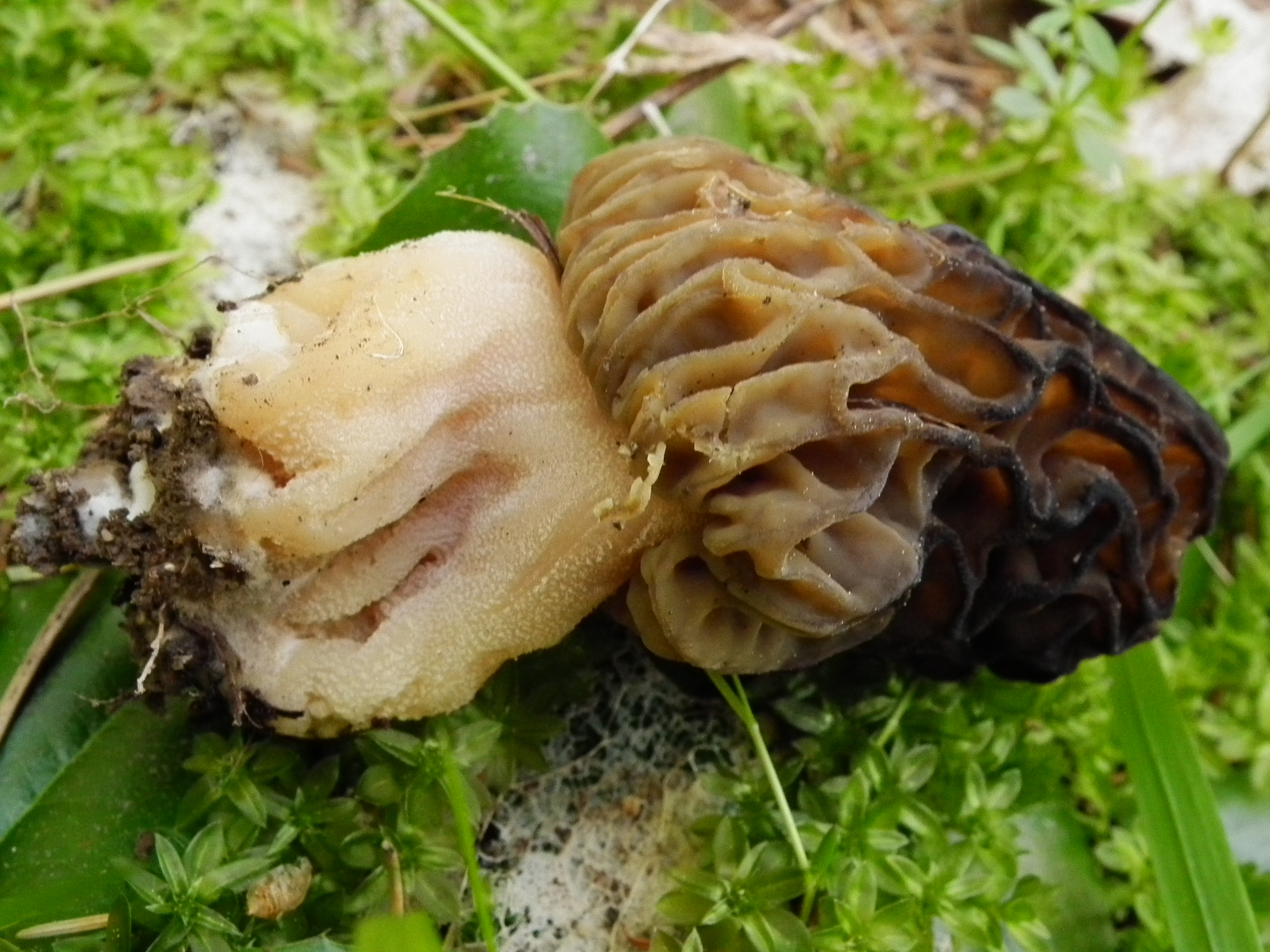
O estipe fica embolsado (lacunoso) na maturidade. Nesse espécime, as cristas do píleo são amarronzadas onde estavam enterradas na serapilheira e pretas onde estavam expostas.

Os ascomas têm de 6 a 14 cm de altura. O píleo cônico tem de 3,5 a 8 cm de altura e de 3 a 5 cm de largura no ponto mais largo. A superfície do píleo apresenta buracos e sulcos, formados pela interseção de 16 a 22 sulcos verticais primários e sulcos verticais secundários mais curtos e frequentes, com sulcos horizontais afundados ocasionais. O píleo é preso ao estipe por um seio com cerca de 2 a 4 mm de profundidade e 2 a 4 mm de largura. As cristas são lisas ou muito finamente tomentosas (cobertas por filamentos densamente emaranhados). Inicialmente, são amareladas claras, tornando-se bronzeadas claras, depois marrom-acinzentadas na maturidade e, por fim, escurecendo até ficarem quase pretas quando secas. São achatadas quando jovens, mas as vezes se tornam afiadas ou erodidas na maturidade. Os sulcos são um pouco alongados verticalmente (principalmente quando maduros); são finamente tomentosos, amarelados quando jovens, tornando-se bronzeados a marrom-acinzentados pálidos. Os ascomas são frequentemente encontrados em um estágio de transição em que a parte superior do píleo ficou escura, enquanto a parte inferior permanece clara.
O estipe esbranquiçado a marrom-claro tem de 3,5 a 7 cm de comprimento por 2,5 a 4 cm de largura e é aproximadamente igual em largura em todo o seu comprimento ou, as vezes, um pouco mais grosso perto da base. Sua superfície, inicialmente coberta por grânulos esbranquiçados, torna-se mais granulada à medida que o cogumelo envelhece e, normalmente, desenvolve sulcos e buracos proeminentes (torna-se lacunosa) com a maturidade. A carne é esbranquiçada, medindo de 1 a 2 mm de espessura no píleo oco; ela se torna estratificada e com câmaras, principalmente na base do estipe. A superfície interna estéril do píleo é esbranquiçada e pubescente (coberta por "pelos" curtos e macios).

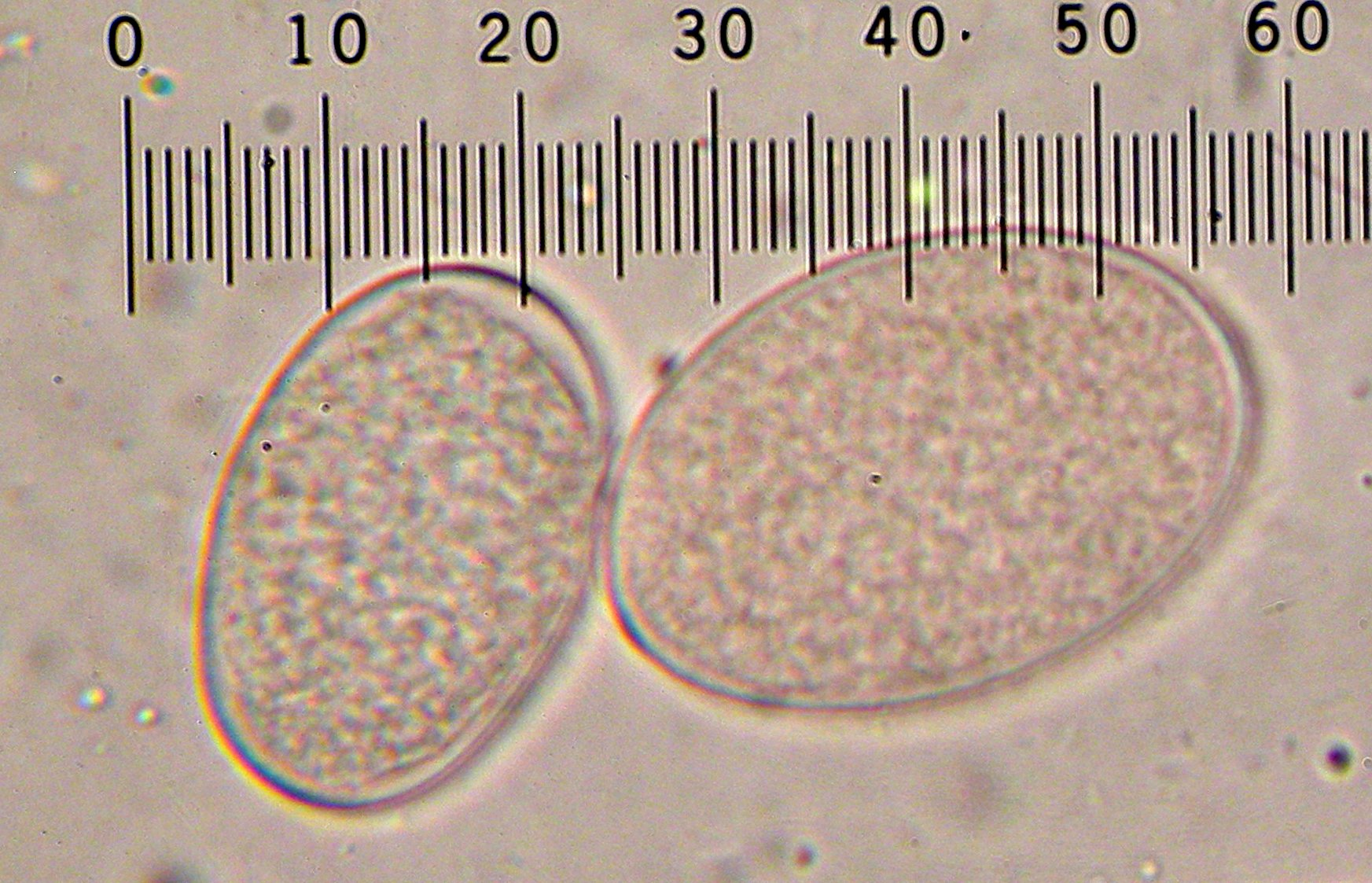
Os esporos lisos e elípticos medem até 37 μm.

Os esporos são elípticos e lisos, medindo 25-37 por 15-23 μm. Os ascos (células portadoras de esporos) têm oito esporos, são cilíndricos e medem 225-300 por 7,5-32,5 μm. As paráfises são cilíndricas, septadas e medem de 100 a 200 por 7,5 a 20 μm. Suas pontas têm formatos variados, desde arredondados até em forma de taco e em forma de fusível. O conteúdo das paráfises é hialino (translúcido) a levemente amarronzado em hidróxido de potássio diluído (KOH). As hifas nas cristas da píleo estéril são septadas e medem 75-175 por 10-20 μm. As células terminais têm formato variável (semelhante ao das paráfises) e apresentam conteúdo hialino a marrom em KOH.
As Morchella norte-americanas são geralmente consideradas comestíveis recomendados, mas a comestibilidade da M. snyderi não foi mencionada em sua descrição original.

### Espécies semelhantes
A Morchella snyderi pode ser distinguida dos morels semelhantes da América do Norte por diferenças nas características ecológicas e morfológicas. A M. tridentina se assemelha a espécimes jovens da M. snyderi, mas as cristas dos píleos da primeira espécie não escurecem na maturidade e ela tem esporos menores, medindo 20-29 por 14-19 μm. Outra possível sósia, M. brunnea, tem uma cor mais marrom no ascoma em espécimes jovens e um estipe que não é lacunoso.

## Habitat e distribuição
Suspeita-se que a Morchella snyderi seja saprófita e micorrízica em diferentes estágios de seu ciclo de vida. Os cogumelos crescem isoladamente, dispersos ou em grupos no solo sob coníferas, especialmente a Pseudotsuga menziesii, a Pinus ponderosa e a Abies concolor. A frutificação ocorre de abril a junho. O fungo foi coletado na Califórnia, Idaho, Montana, Oregon, Washington, Novo México e Arizona. Foi demonstrado que a M. snyderi, identificado como espécie filogenética Mel-12, coloniza a espécie não nativa Bromus tectorum como um endófito. A hipótese é que isso seja um fator que contribui para o sucesso do Bromus tectorum como uma espécie invasora no oeste da América do Norte.